# Lady Chatterley's lover/Tango cha cha cha
Lady Chatterley's lover/Tango cha cha cha è un singolo della cantante italiana Lucia Altieri pubblicato nel 1961 con la Phonocolor. Nell'esecuzione dei brani, Lucia Altieri è accompagnata da Gino Mescoli e la sua orchestra.

## Tracce
1. Lady Chatterley's lover (V. Pallavicini e Joe Reisman)
2. Tango cha cha cha (M. Mellier e F. Specchia)